# Ungwana
Ungwana war eine bedeutende mittelalterliche Handelsstadt an der Ostküste von Afrika im heutigen Kenia. Der alte Name der Stadt lautete Hoja.
Die Ruinen der Stadt nehmen heute ungefähr 18 Hektar ein und sind von einer Mauer umgeben. Sie liegen etwa zwei Kilometer östlich von der modernen Stadt Kipini nahe der Mündung des Flusses Tana in die Ungwana-Bucht (oder Formosa-Bucht). 
Die Stadt wurde Mitte des 10. Jahrhunderts gegründet, wobei es in der Forschung umstritten ist, ob dies nur auf Araber zurückgeht oder ob die einheimische Bevölkerung an der Gründung auch einen bedeutenden Anteil hatte. Die Araber brachten jedenfalls den Islam in diese Gegend. Ungwana wurde 1505 von den Portugiesen geplündert und dann im frühen 17. Jahrhundert verlassen. Die Stadt hatte mehrere Moscheen, einen Marktplatz und verschiedene Steinhäuser, vor allem im Zentrum der Stadt. Eines von ihnen ist so groß, dass es eventuell einem lokalen Herrscher als Palast diente. Es wurde vermutet, dass Ungwana die Hauptstadt des Reiches von Ozi war.
Es wurden verschiedene Brunnen gefunden, die die Wasserversorgung sicherstellten. Importierte Keramik – worunter sich auch solche aus China befindet – deutet auf einen umfangreichen Handel hin, wobei der Hafen der Stadt bislang nicht lokalisiert werden konnte. Die lokale Keramik fand sich auch landeinwärts und zeigt, dass man einerseits mit den Ländern am Indischen Ozean und andererseits mit den Swahili im Landesinneren Handel trieb.
Die Stadt wurde teilweise in den 1950er Jahren von James Kirkman und dann nochmals 1986–1987 von G. H. O. Abungu ausgegraben.